# Światłosiła
Światłosiła – stosunek średnicy instrumentu optycznego do jego ogniskowej:
{\displaystyle S={\frac {d}{f}},}
gdzie:
{\displaystyle d} – średnica obiektywu,
{\displaystyle f} – ogniskowa.
Jest to stała określająca ilość światła docierającego do ogniska głównego soczewki czy zwierciadła.
W fotografii używa się do tego celu pojęcia „liczba przysłony”, które jest odwrotnością światłosiły, a światłosiła nazywana jest potocznie „jasnością obiektywu”, choć w rzeczywistości jest wartością otworu względnego obiektywu, czyli pierwiastkiem jasności obiektywu.